# Nowy Dworek (województwo mazowieckie)
Nowy Dworek – wieś w Polsce położona w województwie mazowieckim, w powiecie żyrardowskim, w gminie Mszczonów. 
Wsie Olszówka i Nowy Dworek tworzą wspólnie sołectwo.
W latach 1975–1998 miejscowość położona była w województwie skierniewickim. Przed 1 stycznia 2005 roku miejscowość należała do gminy Radziejowice.